# Reykholt (sul da Islândia)
Reykholt é uma localidade na Islândia. Em 2018 tinha uma população de cerca de 270 habitantes.